# Dichelacera abbreviata
Dichelacera abbreviata är en tvåvingeart som beskrevs av Philip 1968. Dichelacera abbreviata ingår i släktet Dichelacera och familjen bromsar.
Artens utbredningsområde är Jalisco (Mexiko). Inga underarter finns listade i Catalogue of Life.